# Polygala schinziana
Polygala schinziana är en jungfrulinsväxtart som beskrevs av Chod.. Polygala schinziana ingår i släktet jungfrulinssläktet, och familjen jungfrulinsväxter. Inga underarter finns listade i Catalogue of Life.